# 马泰娅·平塔尔
马泰娅·平塔尔（1985年7月16日—），斯洛文尼亚女子乒乓球运动员。她曾代表斯洛文尼亚参加2004年、2008年和2012年夏季残疾人奥林匹克运动会乒乓球比赛，获得一枚金牌和一枚铜牌。